# Paolo Botarelli
Paolo Botarelli, né le 8 septembre 1966 à Florence, est un coureur cycliste italien, professionnel de 1990 à 1994. 

## Palmarès

### Palmarès amateur
- 1985
  - Trophée Serafino Biagioni
- 1989
  - Giro del Valdarno
  - Trophée Matteotti amateurs

### Palmarès professionnel
- 1991
  - Tour de Calabre

## Résultats sur les grands tours

### Tour d'Italie
4 participations
- 1990 : 106e
- 1991 : 96e
- 1992 : 21e
- 1993 : 54e